# Haeromys
Haeromys är ett släkte av däggdjur som ingår i familjen råttdjur.

## Beskrivning
Dessa gnagare förekommer på sydostasiatiska öar. De vistas där i tropiska skogar i låglandet och i bergstrakter.
Individerna når en kroppslängd (huvud och bål) av 5,5 till 7,5 cm och har en 11 till 14,5 cm lång svans. Pälsen på ovansidan har en rödbrun till gråbrun färg och undersidan är vitaktig. Öronen är små och bara glest täckt med hår och håren på svansen är korta. Med sin motsättliga stortå har de bra förmåga att klättra i växtligheten.
Haeromys bygger bon av växtdelar som placeras i trädens håligheter. De äter främst frön.
Arterna hotas av skogsavverkningar vid etablering av jordbruksmark. IUCN listar två arter som sårbar (VU) och Haeromys margarettae med kunskapsbrist (DD).

## Taxonomi
Kladogram enligt Catalogue of Life och Wilson & Reeder (2005):
| Haeromys | \| \| Haeromys margarettae \| \| \| \| \| \| Haeromys minahassae \| \| \| \| \| \| Haeromys pusillus \| \| \| \| |
|          | \| \| Haeromys margarettae \| \| \| \| \| \| Haeromys minahassae \| \| \| \| \| \| Haeromys pusillus \| \| \| \| |
|          | Haeromys margarettae                                                                                             |
|          | |
|          | Haeromys minahassae                                                                                              |
|          | |
|          | Haeromys pusillus                                                                                                |
|          | |